# 2013 GO136
2013 GO136, também escrito como 2013 GO136, é um objeto transnetuniano que está localizado no Cinturão de Kuiper, uma região do Sistema Solar. Ele possui uma magnitude absoluta de 8,3 e tem um diâmetro estimado de 96 km.

## Descoberta
2013 GO136 foi descoberto no dia 9 de abril de 2013 pelo Outer Solar System Origins Survey.

## Órbita
A órbita de 2013 GO136 tem uma excentricidade de 0,066 e possui um semieixo maior de 38,964 UA. O seu periélio leva o mesmo a uma distância de 36,408 UA em relação ao Sol e seu afélio a 41,520 UA.